# تيم بينتون
تيم بينتون (بالإنجليزية: Tim Benton)‏ هو مؤرخ الفن بريطاني، ولد في 21 يونيو 1945.